# Crepidorhopalon laxiflorus
Crepidorhopalon laxiflorus är en tvåhjärtbladig växtart som beskrevs av E. Fischer. Crepidorhopalon laxiflorus ingår i släktet Crepidorhopalon och familjen Linderniaceae. Inga underarter finns listade i Catalogue of Life.